# Трајан (Мехединци)
Трајан (рум. Traian) насеље је у Румунији у жупанији Мехединци у граду Ванжу Маре. Место се налази на надморској висини од 125 m.

## Становништво
Према подацима из 2002. године у насељу је живело 732 становника.

### Попис2002.
| Расподела становништва по националности 2002.‍ | Расподела становништва по националности 2002.‍ | Расподела становништва по националности 2002.‍ | Расподела становништва по националности 2002.‍ | Расподела становништва по националности 2002.‍ |
| --------------------------------------------- | --------------------------------------------- | --------------------------------------------- | --------------------------------------------- | --------------------------------------------- |
|                                               |                                               |                                               |                                               |                                               |
| Румуни                                        | Румуни                                        |                                               | 636                                           | 86,9%                                         |
| Роми                                          | Роми                                          |                                               | 96                                            | 13,1%                                         |